# Yaacov Agam

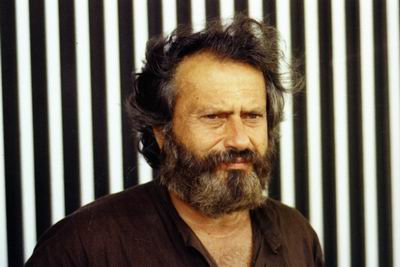
Yaʿacov Agam (1991)

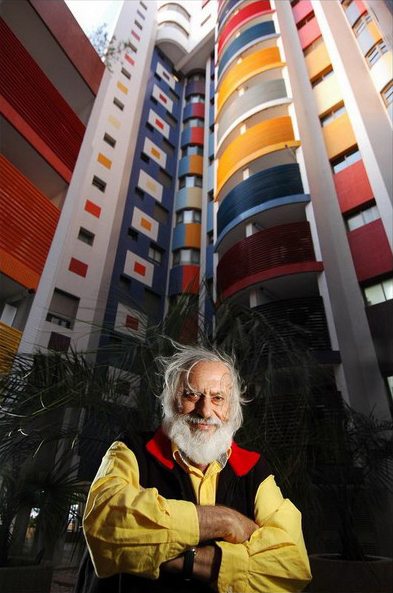
Yaʿacov Agam, 2006

Yaʿacov Agam (hebräisch יַעֲקֹב אֲגַם Jaʿaqov Agam), geboren als Yaʿacov Gipstein (* 11. Mai 1928 in Rischon LeZion) ist ein israelischer bildender Künstler und Vertreter der kinetischen Kunst.

## Leben
Agam, geboren als Yaʿacov Gipstein, ist der Sohn eines streng religiösen Rabbiners und Kabbalisten. Von 1946 bis 1949 studierte er Bildende Kunst an der Jerusalemer Bezalel Academy of Arts and Design bei Mordecai Ardon, einem Bauhaus-Schüler, ab 1949 in der Schweiz, in Zürich an der Kunstgewerbeschule bei Johannes Itten, einem früheren Bauhaus-Lehrer, darüber hinaus nahm er auch Impulse der ästhetischen und mathematischen Theorien Max Bills und der in der ersten Hälfte des 20. Jahrhunderts entstandenen konkret-konstruktiven Kunstrichtung auf. 1951 ging er nach Paris, wo er bis 2017 lebte. Seit seiner Rückkehr nach Israel lebt er in Tel Aviv.
Er studierte am Atelier d'art abstrait und an der Académie de la Grande Chaumière. Er hatte 1953 seine erste Einzelausstellung bei der Galerie Craven. Zwei Jahre später nahm er an der ersten internationalen Ausstellung für kinetische Kunst in der Galerie Denise René, in Paris, teil. Im Jahr 1964 war Yaʿacov Agam Teilnehmer der documenta III in Kassel.
Bereits in den frühen 1950er-Jahren begann Agam, sich für kinetische Elemente zu interessieren. Er arbeitete mit diversen Medien, die er zu Gesamtkunstwerken zusammenfügte. Es entstanden sowohl Ton- und Tastbilder, die sich bei Berührung veränderten, als auch Arbeiten, bei denen sich Klang-, Licht- und Wasserelemente verbanden (Musikfontaine La Defense, Paris 1976). Agam bediente sich dabei häufig des Werkstoffes Acryl, dessen Licht- und Farbdurchlässigkeit ihm neue gestalterische Möglichkeiten gab.
Seine künstlerische Sichtweise dokumentiert sich in einer ständigen Suche nach Verbindungsmöglichkeiten zwischen Kunst und Technik, zwischen Form und Farbe. Es entstanden fächerförmige, an die Op-Art angelehnte reliefähnliche Bilder, die perforiert waren und in die man dadurch Einblick haben konnte. Jede Position des Betrachters veränderte somit das Kunstwerk, der Betrachter wurde zum „Mitschöpfer“ der Kunst.

## Auszeichnungen und Preise
- 1963 Biennale Sao Paulo (Preis für Forschungen in der Kunst)
- 1970 Festival Internationale de la peinture Cagnes-sur-Mer (Erster Preis)